# روبرت بيريتش
روبرت بيريتش (بالسلوفينية: Robert Berić)‏ هو لاعب كرة قدم سلوفيني في مركز الهجوم، ولد في 17 يونيو 1991 في كرشكو في سلوفينيا. شارك مع منتخب سلوفينيا تحت 19 سنة لكرة القدم ومنتخب سلوفينيا تحت 21 سنة لكرة القدم ومنتخب سلوفينيا لكرة القدم. أما مع النوادي، فقد لعب مع رابيد فيينا وشتورم غراتس ونادي سانت إتيان ونادي ماريبور.

## وصلات خارجية
- روبرت بيريتش على موقع الاتحاد الأوربي (الإنجليزية)
- روبرت بيريتش على موقع الدوري الأمريكي (الإنجليزية)
- روبرت بيريتش على موقع إي إس بي إن إف سي (الإنجليزية)
- روبرت بيريتش على موقع قاعدة بيانات كرة القدم.إي يو (الإنجليزية)
- روبرت بيريتش على موقع ليكيب (الفرنسية)
- روبرت بيريتش على موقع ناشيونال فوتبول تيمز (الإنجليزية)
- روبرت بيريتش على موقع Soccerway.com (الإنجليزية)
- روبرت بيريتش على موقع عالم كرة القدم.نت (الإنجليزية)
- روبرت بيريتش على موقع AS.com (الإسبانية)